# Potência e ato
Em Filosofia, potência e ato ou potencialidade e atualidade são um par de princípios intimamente ligados que Aristóteles usou para analisar movimento, causalidade, ética e fisiologia, formando a chamada teoria do ato e potência, em Física, Metafísica, Ética a Nicômaco e De Anima.
O conceito de potência, nesse contexto, geralmente se refere a qualquer "possibilidade" que uma coisa possa ter. Aristóteles não considerou todas as possibilidades iguais e enfatizou a importância daquelas que se tornam reais por vontade própria quando as condições são adequadas e nada as impede. A atualidade, em contraste com a potência, é o movimento, mudança ou atividade que representa um exercício ou a realização de uma possibilidade, quando uma possibilidade se torna real no sentido mais pleno.
Esses conceitos, em formas modificadas, permaneceram muito importantes na Idade Média, influenciando o desenvolvimento da teologia medieval de várias maneiras. Ademais nos tempos modernos, enquanto a compreensão da natureza, e, de acordo com algumas interpretações, da divindade, implícita na dicotomia, perdeu importância, a terminologia encontrou novos usos, desenvolvendo-se indiretamente a partir dos antigos. Isso é mais óbvio em palavras como "energia" e "dinâmica" — palavras usadas pela primeira vez na física moderna pelo cientista e filósofo alemão Gottfried Wilhelm Leibniz. Outro exemplo é o conceito biológico altamente controverso de uma "enteléquia".

## Potência
Potência, potentia ou potentialitas, provém da tradução tradução latina da palavra grega antiga dunamis (δύναμις). Trata-se de um conceito usado por Aristóteles e que contrasta com o conceito de ato ou atualidade (derivados da tradução latina actus e actualitas).
Dunamis é uma palavra grega comum para possibilidade ou capacidade. Dependendo do contexto, poderia ser traduzido como "potência", "potencial", "capacidade", "aptidão", "poder", "capacidade",  "possibilidade", "força" e é a raiz das palavras modernas "dinâmico", "dinamite" e "dínamo". Filósofos modernos ingleses, como Hobbes e Locke, usaram a palavra em inglês "power" como sua tradução do latim potentia.
Em sua filosofia, Aristóteles distinguiu dois significados da palavra dunamis. De acordo com sua compreensão da natureza, havia um senso fraco para potencial, significando simplesmente que algo "poderia acontecer ou não acontecer", e um senso mais forte, para indicar como algo poderia ser feito bem. Por exemplo, "às vezes dizemos que aqueles que podem simplesmente dar um passeio, ou falar, sem o fazer tão bem quanto pretendem, não podem falar ou andar". Esse sentido mais forte é dito principalmente sobre os potenciais dos seres vivos, embora também seja às vezes usado para coisas como instrumentos musicais.
Ao longo de suas obras, Aristóteles distingue claramente coisas que são estáveis ou persistentes, com sua forte tendência natural a um tipo específico de mudança, daquelas que parecem ocorrer por acaso. Ele trata essas últimas como tendo uma existência diferente e mais real. "Naturezas que persistem" são ditas por ele como sendo uma das causas de todas as coisas, enquanto naturezas que não persistem "muitas vezes podem ser difamadas por não serem em absoluto, por alguém que fixa seu pensamento severamente sobre elas como se pensa de um criminoso". As potências que persistem em um material específico são uma maneira de descrever "a própria natureza" desse material, uma fonte inata de movimento e de repouso dentro desse material. Em termos da teoria de quatro causas de Aristóteles, o potencial não acidental de um material é a causa material das coisas que podem surgir desse material e uma parte de como podemos entender a substância (ousia, às vezes traduzida como "coisidade") de qualquer coisa separada. Como enfatizado por Aristóteles, isso exige sua distinção entre causas acidentais e causas naturais. Segundo Aristóteles, quando nos referimos à natureza de uma coisa, estamos nos referindo à forma, configuração ou aparência de uma coisa, que já estava presente como um potencial, uma tendência inata à mudança, naquele material antes de atingir essa forma, mas as coisas mostrariam o que elas são mais plenamente, como uma coisa real, quando estão "totalmente em atividade".

## Atualidade
Atualidade é muitas vezes usado para traduzir ambos energeia (ενέργεια) e entelecheia (ἐντελέχεια) (às vezes apresentada como "enteléquia"). "Atualidade" vem do latim actualitas e é uma tradução tradicional, mas seu significado normal em latim é "qualquer coisa que esteja acontecendo atualmente"
As duas palavras energeia e entelecheia foram cunhadas por Aristóteles, e ele afirmou que pretendia-se convergir seus significados. Na prática, a maioria dos comentaristas e tradutores considera as duas palavras intercambiáveis. Ambas se referem a algo em seu próprio tipo de ação ou em trabalho, como todas as coisas estão quando são reais no sentido mais amplo, e não apenas potencialmente reais. Por exemplo, "ser uma rocha é esforçar-se para estar no centro do universo e, assim, estar em movimento, a menos que seja restrita de outra forma", (em uma alusão à gravidade). 

### Energeia
Energeia é uma palavra baseada em ἔργον (ergon), que significa "obra", "trabalho". É a fonte da palavra moderna "energia", mas o termo evoluiu tanto ao longo da história da ciência que a referência ao termo moderno não ajuda muito a entender o original usado por Aristóteles. É difícil traduzir seu uso da energeia com consistência. Joe Sachs o apresenta com a frase "estar em trabalho/obra" e diz que "podemos construir a palavra 'is-at-work-ness' (poderia ser traduzido grosseiramente como a qualidade 'está-em-obreidade') a partir das raízes anglo-saxônicas para traduzir energeia para o inglês". Aristóteles diz que a palavra pode ser esclarecida olhando exemplos, em vez de tentar encontrar uma definição.
Dois exemplos de energeiai nas obras de Aristóteles são prazer e felicidade (eudaimonia). O prazer é uma energeia do corpo e da mente humanos, enquanto a felicidade é mais simplesmente a energeia de um ser humano.
Kinesis, traduzida como movimento, moção ou, em alguns contextos, mudança, também é explicada por Aristóteles como um tipo particular de energeia. Ver abaixo.

### Enteléquia (entelechia)
Enteléquia, em grego entelécheia, foi cunhada por Aristóteles e transliterada em latim como entelechia.  Segundo Sachs (1995, p. 245):
Aristóteles inventa a palavra combinando entelēs (ἐντελής, "completo, adulto") com echein ( = hexis, estar de certa maneira pelo esforço contínuo de se manter nessa condição), ao mesmo tempo em que faz um trocadilho com endelecheia (ἐνδελέχεια, "persistência") inserindo "telos" (τέλος, "conclusão"). Este é um circo de três anéis de uma palavra, no centro de tudo no pensamento de Aristóteles, incluindo a definição de movimento. 
Sachs, portanto, propôs um neologismo complexo próprio: "estar-em-obra-permanecendo-o-mesmo". Outra tradução nos últimos anos é "estar-em-um-fim" (que Sachs também usou).
Entelecheia, como pode ser visto por sua derivação, é uma espécie de completude, enquanto "o fim e a completação de qualquer ser genuíno é o seu estar-em-obra" (energeia). A entelecheia é um contínuo estar-em-obra (energeia) quando algo está realizando sua "obra" completa. Por esse motivo, os significados das duas palavras convergem, e ambos dependem da ideia de que a "coisidade" de cada coisa é um tipo de obra ou, em outras palavras, uma maneira específica de estar em movimento. Todas as coisas que existem agora, e não apenas potencialmente, são seres-em-obra, e todas elas têm uma tendência a estar-em-obra de uma maneira específica que seria a maneira adequada e "completa".
Sachs explica a convergência de energeia e entelecheia da seguinte maneira e usa a palavra atualidade para descrever a sobreposição entre elas:
Assim como a energeia se estende à entelecheia, porque é a atividade que torna uma coisa o que é, a entelecheia se estende à energeia, porque é o fim ou a perfeição que só existe em, através e durante a atividade. 

## Movimento
Aristóteles discute o movimento (kinēsis), em sua Física, de maneira bem diferente da ciência moderna. A definição aristotélica de movimento está intimamente ligada à sua distinção entre potência e ato. Tomado literalmente, Aristóteles define movimento como a atualidade (entelecheia) de uma "potência como tal". O que Aristóteles quis dizer, no entanto, é objeto de várias interpretações diferentes. Uma grande dificuldade vem do fato de que os termos potência e ato, vinculados nesta definição, são normalmente entendidos em Aristóteles em oposição, um ao outro. Por outro lado, o "como tal" é importante e é explicado detalhadamente por Aristóteles, dando exemplos de "potência como tal". Por exemplo, o movimento de construir é a energeia da dunamis dos materiais de construção tais como materiais de construção, em oposição a qualquer outra coisa que eles possam se tornar, e esse potencial nos materiais não construídos é referido por Aristóteles como "o construível". Portanto, o movimento de construção é a atualização do "construível" e não a atualização de uma casa como tal, nem a atualização de qualquer outra possibilidade que os materiais de construção possam ter.
| Materiais de construção têm potenciais diferentes. Um é o de que pode-se construir com eles. | Construir é um movimento que havia sido um potencial no material de construção. Portanto, é a energeia ou a ação dos materiais de construção como materiais de construção | Uma casa é construída e não mais está em movimento |

Num influente artigo de 1969, Aryeh Kosman dividiu as tentativas anteriores de explicar a definição de Aristóteles em dois tipos, criticou-as e depois deu sua própria terceira interpretação. Embora isso não tenha se tornado um consenso, ela foi descrita como tendo se tornado "ortodoxa". Esta e outras publicações mais recentes semelhantes são a base do seguinte resumo.

### 1. A interpretação de "processo"
Kosman (1969) e Coope (2009) associam essa abordagem com W.D. Ross. Sachs (2005) aponta que ela era também a interpretação de Averróis e Maimônides.
Essa interpretação é, usando as palavras de Ross, a de que "é a passagem para a atualidade, que é kinesis", em oposição a qualquer potencialidade ser uma atualidade.
O argumento de Ross para essa interpretação exige que ele afirme que Aristóteles realmente usou sua própria palavra entelecheia de maneira errada ou inconsistente, apenas dentro de sua definição, fazendo com que tal signifique "atualização", o que está em conflito com o uso normal de palavras de Aristóteles. Segundo Sachs (2005) tal argumento também não explica o "como tal" da definição de Aristóteles.

### 2. A interpretação de "produto"
Sachs (2005) associa essa interpretação a Tomás de Aquino e acredita que, com essa explicação, a aparente contradição entre potência e ato, na definição de movimento de Aristóteles, é resolvida, argumentando que, em todo movimento, o atual e o potencial são misturados ou combinados. O movimento é, portanto, "a atualidade de qualquer potencial, na medida em que ainda é uma potencialidade". Em outras palavras:
A mistura tomística de atualidade e potencialidade tem a característica de, na medida em que é atual, não ser potencial, e na medida em que é potencial, não ser atual; quanto mais quente é a água, menos ela é potencialmente quente, e quanto mais fria é, menos atualmente e mais potencialmente é quente.
 Assim como quanto à primeira interpretação, no entanto, Sachs (2005) objeta que:
Uma implicação dessa interpretação é que o que quer que aconteça agora, é uma enteléquia, como se algo intrinsecamente instável, a exemplo da posição instantânea de uma flecha em vôo, merecesse ser descrito pela palavra que Aristóteles sempre reserva para estados que persistem - que se mantêm, contra causas internas e externas que tentam destruí-los. 
 Em um artigo mais recente sobre esse assunto, Kosman associa a visão de Tomás de Aquino à de seus próprios críticos, David Charles, Jonathan Beere e Robert Heineman.

### 3. A interpretação de Kosman, Coope, Sachs e outros
Sachs (2005), entre outros autores (como Aryeh Kosman e Ursula Coope), propõe que a solução para os problemas de interpretação da definição de Aristóteles deve ser encontrada na distinção que Aristóteles faz entre dois tipos diferentes de potência, sendo que apenas um deles, correspondente à "potência como tal", aparece na definição de movimento. Ele escreve:
O homem que tem visão, mas com os olhos fechados, difere do cego, embora nenhum deles esteja vendo. O primeiro homem tem a capacidade de ver, o que falta ao segundo homem. Existem então potencialidades bem como atualidades no mundo. Mas quando o primeiro homem abre os olhos, ele perdeu a capacidade de ver? Obviamente não; enquanto ele está vendo, sua capacidade de ver não é mais apenas uma potencialidade, mas uma potência que foi posta em ato. A potencialidade de ver existe algumas vezes como ativa ou em ato, e outras como inativa ou latente.
 Em relação ao movimento, Sachs dá o exemplo de um homem atravessando a sala:
- "Uma vez que ele alcançou o outro lado da sala, sua potencialidade de estar lá foi atualizada no sentido que Ross dá ao termo". Esta é um tipo de energeia. No entanto, não é um movimento e não é relevante para a definição de movimento.
- Enquanto um homem está caminhando, sua potencialidade de estar do outro lado da sala é atual apenas como  potencialidade; em outras palavras, a potência como tal é uma atualidade. "A atualidade da potencialidade de estar do outro lado da sala, assim como essa potencialidade, não é nem mais nem menos do que a caminhada pela sala".

Em outros termos, é considerado um movimento enquanto houver uma potência como tal (no exemplo, estar do outro lado da sala), ativa ou atual, em um processo de atualização que não foi definitivamente completado.
Sachs (1995, pp. 78–79), em seu comentário ao livro III da Física de Aristóteles, apresenta os seguintes resultados de sua compreensão da definição de movimento de Aristóteles:
O gênero do qual o movimento é uma espécie é o estar-em-obra-permanecendo-si-mesmo (entelecheia), do qual a única outra espécie é a coisidade. O estar-em-ato-permanecendo-si-mesmo de uma potência (dunamis), como material, é uma coisidade. O estar-em-ato-permanecendo-si-mesmo de uma potência como uma potência é o movimento. 

## A importância da atualidade na filosofia de Aristóteles

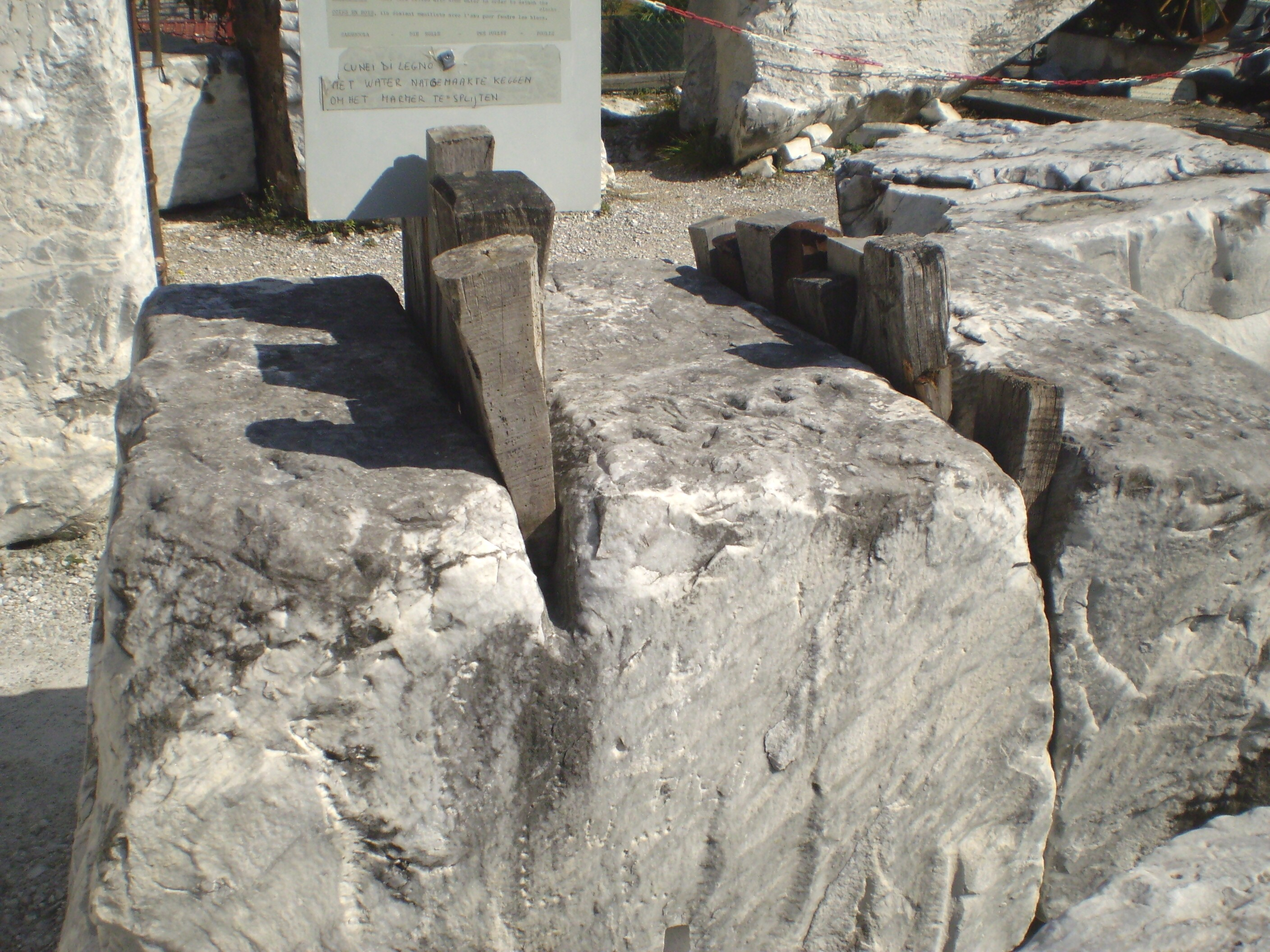
Um bloco de mármore em Carrara. Poderia haver uma escultura específica já existente nela como uma potência? Aristóteles escreveu com aprovação de tais maneiras de falar e notou que refletiam um tipo de causalidade na natureza que é frequentemente ignorada nas discussões científicas.

A distinção potência-ato em Aristóteles é um elemento-chave ligado a tudo em sua física e metafísica.
Aristóteles descreve  potência e ato  como uma das várias distinções entre coisas que existem ou não. Em certo sentido, algo que existe potencialmente não existe, mas o potencial existe. E esse tipo de distinção é expresso para vários tipos diferentes de ser dentro das categorias de ser de Aristóteles. Por exemplo, na Metafísica de Aristóteles, 1017a:
- Falamos de uma entidade como sendo uma coisa "que  vê", esteja ela atualmente vendo ou apenas sendo capaz de ver.
- Falamos de alguém que tenha entendimento, esteja usando esse entendimento ou não.
- Falamos de milho existente em um campo, mesmo quando ainda não maduro.
- Às vezes, as pessoas falam de uma figura como já estando presente em uma rocha que pode ser esculpida para representar essa figura.

Nas obras de Aristóteles, os termos energeia e entelecheia, frequentemente traduzidos como atualidade, diferem do que é meramente real, porque pressupõem especificamente que todas as coisas têm um tipo de  atividade ou obra adequado que, se alcançado, seria seu fim apropriado. O grego para finalidade, nesse sentido, é telos, uma palavra componente em entelecheia (uma obra que é o fim apropriado de uma coisa) e também teleologia. Esse é um aspecto da teoria de quatro causas de Aristóteles e, especificamente, da causa formal (eidos, que Aristóteles diz ser energeia) e causa final (telos).
Em essência, isso significa que Aristóteles não via apenas as coisas como matéria em movimento, mas também propunha que todas as coisas tivessem seus próprios objetivos ou fins. Em outras palavras, para Aristóteles (diferentemente da ciência moderna), há uma distinção entre coisas com uma causa natural no sentido mais forte e coisas que realmente acontecem por acidente. Ele também distingue potencialidades não racionais das racionais (por exemplo, a capacidade de aquecer e a capacidade de tocar flauta, respectivamente), apontando que estas requerem desejo ou escolha deliberada para sua atualização. Devido a esse estilo de raciocínio, Aristóteles costuma ser referido como tendo uma teleologia e, às vezes, uma teoria das formas.
Enquanto a atualidade está ligada por Aristóteles ao seu conceito de causa formal, a potencialidade (ou potência), por outro lado, está ligada por Aristóteles aos seus conceitos de matéria hilomórfica e causa material. Aristóteles escreveu, por exemplo, que "a matéria existe potencialmente, porque pode atingir a forma; mas, quando existe de fato, está na forma". Para Aristóteles, a "matéria" (hyle) propriamente dita é o que ficou referido na filosofia como prima materia: pura potência sem predicado ou qualidades, que primordialmente recebe as formas.
Na cosmologia aristotélica, é descrito nas suas obras Metafísica, Do Céu e Da Geração e Da Corrupção que o mundo sublunar, representando o local abaixo da Lua em que habitamos, há ocorrência de diversas potencialidades e transformações dos atos, no devir dos fenômenos terrestres mutáveis em geração e corrupção (vir-a-ser e deixar-de-ser); nas esferas celestes, os movimentos dos astros possuem seus potenciais, mas eles são eternos e regulares; por sua vez, são movidos através da pura atuação do círculo supraceleste, onde se encontram os motores imóveis e o primeiro motor do ato puro, que geram toda a atualização e mudança abaixo.

## O intelecto ativo
O intelecto ativo era um conceito descrito por Aristóteles que requer uma compreensão da dicotomia potência-ato. Aristóteles descreveu isso em seu De Anima (livro 3, cap. 5, 430a10-25) e cobriu terreno semelhante em sua Metafísica (livro 12, cap.7-10). O seguinte é do De Anima, traduzido por Joe Sachs, com algumas notas entre parênteses sobre o grego. A passagem tenta explicar "como o intelecto humano passa de seu estado original, no qual não pensa, para um estado subsequente, no qual o faz". Ele inferiu que a distinção energeia/dunamis também deve existir na própria alma: 
...uma vez que na natureza uma coisa é o material [hulē] para cada tipo [genos] (isso é, o que em potência é todas as coisas particulares desse tipo), mas outra é a coisa que é causal e produtiva pela qual todos eles são formados, como é o caso de uma arte em relação ao seu material, é necessário na alma [psuchē] também que esses aspectos distintos estejam presentes; 
uma coisa é o intelecto [nous] em se tornando todas as coisas, outra em formando todas as coisas, da mesma maneira que uma condição ativa [hexis] como a luz também faz com que as cores que estão em potência estejam em obra como cores [to phōs poiei ta dunamei onta chrōmata energeiai chrōmata]. 
Esse tipo de intelecto está separado, além de estar sem atributos e sem mistura, pois é por coisidade um estar-em-obra, pois o que age é sempre diferenciado em estatura acima do que é exercido, pois uma fonte governante está acima do material em que trabalha. 
O conhecimento [epistēmē], em seu estar-em-obra, é o mesmo que a coisa que ele sabe, e embora o conhecimento em potência chegue pela primeira vez em qualquer conhecedor, no todo das coisas ele não tem precedência nem mesmo no tempo. 
Isso não significa que em um momento ele [intelecto] pensa, mas em outro momento não, mas quando separado ele é exatamente o que é, e isso por si só é imortal e eterno (embora não tenhamos memória, porque esse tipo de intelecto é não atuado, enquanto o tipo que é atuado é destrutível), e sem ele nada pensa.
Isso foi referido como uma das "frases mais intensamente estudadas na história da filosofia". Na Metafísica, Aristóteles escreveu mais detalhadamente sobre um assunto semelhante e é frequentemente entendido como tendo equiparado o intelecto ativo como sendo o "motor imóvel" e Deus. No entanto, como Davidson observa:
Exatamente o que Aristóteles quis dizer com intelecto potencial e intelecto ativo - termos nem mesmo explícitos no De anima e, na melhor das hipóteses, implícitos - e como ele entendeu a interação entre eles permanece discutível até hoje. Os estudantes da história da filosofia continuam a debater a intenção de Aristóteles, particularmente a questão de saber se ele considerava o intelecto ativo um aspecto da alma humana ou uma entidade existente independentemente do homem.

## Uso pré e pós-aristotélico

### Novos significados deenergeiaou energia
Já nos trabalhos de Aristóteles, o conceito de distinção entre energeia e dunamis era usado de várias maneiras, por exemplo, para descrever a maneira como metáforas impressionantes funcionam ou a felicidade humana. Políbio, por volta de 150 a.C., em seu trabalho Histórias, usa a palavra energeia de Aristóteles de maneira aristotélica e também para descrever a "clareza e vivacidade" das coisas. Diodoro Sículo, em 60 a 30 a. C., usou o termo de maneira muito semelhante a Políbio. No entanto, Diodoro usa o termo para denotar qualidades exclusivas dos indivíduos. Usando o termo de maneiras que possam ser traduzidas como "vigor" ou "energia" (em um sentido mais moderno); para a sociedade, "prática" ou "costume"; para uma coisa, "operação" ou "trabalho"; como vigor em ação.

### Platonismo e neoplatonismo
Já em Platão encontramos a noção de potência e ato implícita em sua apresentação cosmológica do vir-a-ser (kinēsis) e dos poderes (dunamis), ligada ao intelecto ordenador, principalmente na descrição do Demiurgo e do "Receptáculo" no Timeu. Sobre as potências, em A República (477c) afirmam-se as faculdades de conhecimento (episteme) e opinião (doxa) como sendo dynameis, que “potências são um gênero de seres”, e Sócrates é narrado dizendo: 
Não vejo nas potências qualquer cor ou figura ou qualquer dos predicados como têm tantas outras coisas, observando algumas das quais distingo para comigo que umas são de uma qualidade, e outras de outra. Numa potência, apenas reparo sobre que é que se aplica e o que efetua; e deste modo chamo potência a cada uma delas, idênticas às que se aplicam ao mesmo e produzem os mesmos resultados, e diversas às que se aplicam a coisas diferentes e operam outros efeitos. 
Em Teeteto 185c e 156, também associa dynamis à capacidade mental receptiva, por exemplo a das percepções:
Mas outros são mais refinados, cujas doutrinas de mistério revelarei a ti. Para eles, o começo (arché), do qual todas as coisas de que estávamos falando agora dependem, é a suposição de que tudo é movimento real e que não há nada além disso, mas que existem dois tipos de movimento (kinesis), cada um infinito no número de suas manifestações, e desses tipos um tem uma potência (dynamis) ativa, o outro uma passiva. Da união e interação destes dois nascem descendentes, infinitos em número, mas sempre gêmeos: o objeto do sentido e o sentido, o qual sempre nasce e é trazido junto com o objeto do sentido. Ora, damos aos sentidos nomes como estes: visão, audição e olfato, e a sensação de frio e calor, e prazeres, e dores, e desejos, e medos, e assim por diante. Aqueles que têm nomes são muito numerosos, e aqueles que não são nomeados são inumeráveis. Agora, a classe de objetos do sentido é semelhante a cada um deles; todos os tipos de cores são semelhantes a todos os tipos de atos de visão e, da mesma forma, os sons aos atos de ouvir, e os outros objetos de sentido surgem semelhantes às outras sensopercepções.
Ela também já foi associada à díade das doutrinas não escritas de Platão, e está imersa na questão do ser e não-ser desde os pré-socráticos, como no mobilismo de Heráclito e no imobilismo de Parmênides. O conceito mitológico do Caos primordial também é classicamente associado ao de uma prima materia em desordem, que, passiva e plena de potencialidades, seria ordenada em formas atuais, como pode ser visto no neoplatonismo, principalmente em Plutarco, Plotino e entre os Pais da Igreja, e na filosofia medieval e renascentista subsequente, como no Livro do Caos de Ramon Lllull, nos Diálogos do Amor de Judá Abravanel e na obra Paraíso Perdido de John Milton.
Plotino foi um filósofo e teólogo pagão clássico tardio, cujas interpretações monoteístas de Platão e Aristóteles foram influentes entre os primeiros teólogos cristãos. Em seus Enéadas, ele procurou reconciliar ideias de Aristóteles e Platão com uma forma de monoteísmo, que usava três princípios metafísicos fundamentais, que foram concebidos em termos consistentes com a dicotomia energeia/dunamis de Aristóteles, e uma interpretação de seu conceito de intelecto ativo (discutido acima):
- A Mônada ou "o Uno" às vezes também é descrito como "o Bom". Este é a dunamis ou possibilidade de existência;
- O Intelecto, ou Inteligência, ou, para usar o termo grego Nous, que é descrito como Deus ou Demiurgo. Ele pensa seu próprio conteúdo, que são os pensamentos, equiparados às ideias ou formas platônicas (eide). O pensamento deste Intelecto é a atividade mais alta da vida. A atualização desse pensamento é o ser das formas. Este Intelecto é o primeiro princípio ou fundamento da existência. O Uno é anterior a ele, mas não no sentido de que uma causa normal é anterior a um efeito, mas, ao invés, o Intelecto é chamado de emanação do Uno. O Uno é a possibilidade deste fundamento de existência;
- Alma ou, para usar o termo grego, psique. A alma também é uma energeia: age sobre ou atualiza seus próprios pensamentos e cria "um cosmos material separado que é a imagem viva do Cosmos espiritual ou noético contido como um pensamento unificado dentro da Inteligência".

Isso se baseou amplamente na leitura de Platão por Plotino, mas também incorporou muitos conceitos aristotélicos, incluindo o Motor Imóvel como energeia.

### Teologia
Seguindo conceitos como a prioridade do ato em relação à potência na Metafísica de Aristóteles, os filósofos medievais elaboraram raciocínios de que Deus, como ato puro e motor imóvel, atualiza a  potência. A noção de potência passou a ser relacionada ou substituída pelos termos possibilidade e contingência na discussão teológica de modalidade, particularmente sobre a divina providência, desde Boécio aos escolásticos, bem como no molinismo, o qual considera que Deus possui um conhecimento médio que sabe todas as possibilidades e atualiza suas graças de acordo com as contingências atuais; na contemporaneidade, essa noção de atualização cósmica divina encontra-se na filosofia e teologia do processo de Whitehead e Hartshorne, e é adotada em meio a discussões de cientistas religiosos como John Polkinghorne:
a atualização da potência com que a matéria é dotada, exibida pelo futuro surgimento de uma organização complexa através do processo evolutivo do mundo, é um sinal do interminável verbo criativo de Deus: "Faça-se..."

#### Debate sobre energias e essência na teologia cristã medieval
No cristianismo ortodoxo oriental, São Gregório Palamas escreveu sobre as "energias" (atualidades; energeia singular em grego ou actus em latim) de Deus em contraste com a "essência" de Deus (ousia). Esses são dois tipos distintos de existência, com a energia de Deus sendo o tipo de existência que as pessoas podem perceber, enquanto a essência de Deus está fora da existência normal, da inexistência ou da compreensão humana - transcendente, na medida em que não é causada ou criada por qualquer outra coisa.
Palamas deu essa explicação como parte de sua defesa da prática ascética ortodoxa oriental do hesicasmo. O palamismo se tornou uma parte padrão do dogma ortodoxo após 1351.
Por outro lado, a posição do cristianismo medieval ocidental (ou católico) pode ser encontrada, por exemplo, na filosofia de Tomás de Aquino, que se baseou no conceito de enteléquia de Aristóteles, quando definiu Deus como actus purus, ato puro, atualidade sem mistura de potencialidade. A existência de uma essência verdadeiramente distinta de Deus, que não é atual, geralmente não é aceita na Teologia Católica.

### Influência na lógica modal
A noção de possibilidade foi amplamente analisada pelos filósofos medievais e modernos. O trabalho lógico de Aristóteles nessa área é considerado por alguns como uma antecipação da lógica modal, e seu tratamento da potência e do tempo. De fato, muitas interpretações filosóficas de possibilidade estão relacionadas a uma famosa passagem em Da Interpretação, de Aristóteles, relativa à verdade da afirmação: "Haverá uma batalha marítima amanhã".
A filosofia contemporânea considera a possibilidade, como estudada pela metafísica modal, um aspecto da lógica modal. A lógica modal como assunto nomeado deve muito aos escritos dos escolásticos, em particular William de Ockham e João Duns Escoto, que raciocinaram informalmente de maneira modal, principalmente para analisar afirmações sobre essência e acidente.

### Influência na física moderna
A metafísica de Aristóteles, seu relato de natureza e causalidade, foi em grande parte rejeitada pelos primeiros filósofos modernos. Francis Bacon, em seu Novum Organon, em uma explicação do caso de rejeição do conceito de causa formal ou "natureza" para cada tipo de coisa, argumentou, por exemplo, que os filósofos ainda devem procurar causas formais, mas apenas no sentido de "naturezas simples" como cor e peso, que existem em muitas gradações e modos em tipos muito diferentes de corpos individuais. Nos trabalhos de Thomas Hobbes, então, os termos aristotélicos tradicionais, "potentia et actus", são discutidos, mas ele os iguala simplesmente a "causa e efeito".

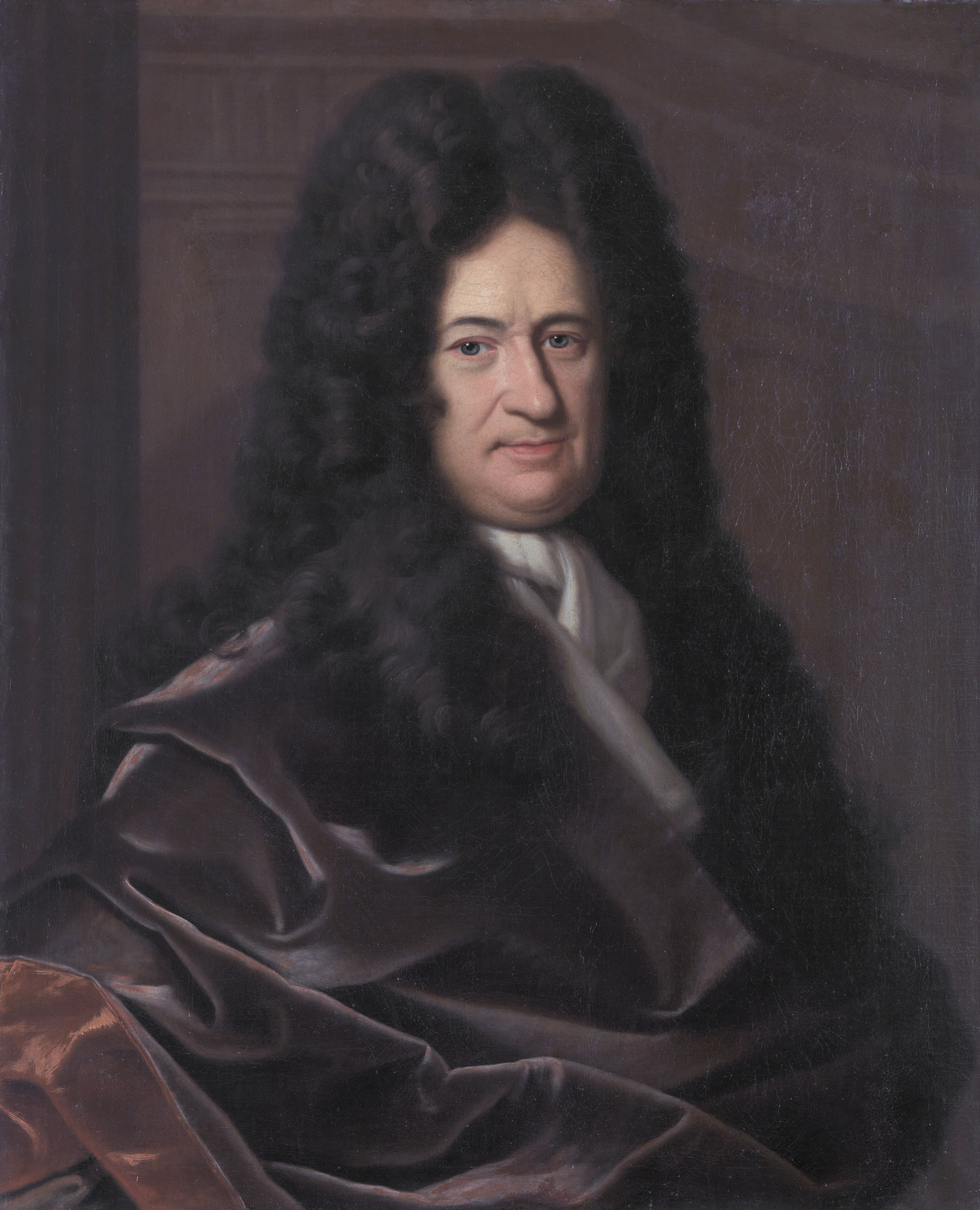
Gottfried Wilhelm von Leibniz, a fonte das adaptações modernas dos conceitos de potência e ato de Aristóteles.

Houve uma adaptação de pelo menos um aspecto da potência aristotélica e da distinção de atualidade, que se tornou parte da física moderna, embora, segundo a abordagem de Bacon, seja uma forma generalizada de energia, não conectada a formas específicas para coisas específicas. A definição de energia na física moderna como o produto da massa e o quadrado da velocidade foi derivada por Leibniz, como uma correção de Descartes, baseada na investigação de Galileu sobre a queda de corpos. Ele preferiu se referir a ela como entelecheia ou "força viva" (latim vis viva), mas o que ele definiu hoje é chamado de "energia cinética", e foi visto por Leibniz como uma modificação da energeia de Aristóteles e seu conceito de potencial para o movimento que está nas coisas. Em vez de cada tipo de coisa física ter sua própria tendência específica a se mover ou mudar, como em Aristóteles, Leibniz disse que, em vez disso, força, poder ou movimento em si poderia ser transferido entre coisas de tipos diferentes, de maneira que existe uma conservação geral dessa energia. Em outras palavras, a versão moderna de enteléquia ou energia de Leibniz obedece a suas próprias leis da natureza, enquanto diferentes tipos de coisas não têm suas próprias leis da natureza separadas. Leibniz escreveu:
...a enteléquia de Aristóteles, que fez tanto barulho, não passa de força ou atividade; isto é, um estado do qual a ação flui naturalmente se nada a impedir. Mas a matéria, primária e pura, tomada sem as almas ou vidas que estão unidas a ela, é puramente passiva; propriamente falando, também não é uma substância, mas algo incompleto.  
O estudo de Leibniz sobre a "enteléquia", agora conhecido como energia, fazia parte do que ele chamou de sua nova ciência da "dinâmica", baseada na palavra grega dunamis e no seu entendimento de que ele estava criando uma versão moderna da antiga dicotomia de Aristóteles. Ele também se referiu a ela como a "nova ciência da potência e da ação", (latim "potentia et effectu" e "potentia et actione"). E é dele que decorre a distinção moderna entre estática e dinâmica na física. A ênfase em dunamis no nome dessa nova ciência vem da importância de sua descoberta de energia potencial que não é ativa, mas que conserva energia.  "Como 'uma ciência do poder e da ação', a dinâmica surge quando Leibniz propõe uma arquitetônica adequada de leis para movimentos restritos e irrestritos".
Para Leibniz, como Aristóteles, essa lei da natureza relativa às enteléquias também era entendida como uma lei metafísica, importante não apenas para a física, mas também para entender a vida e a alma. Uma alma, ou espírito, de acordo com Leibniz, pode ser entendida como um tipo de enteléquia (ou mônada viva) que possui percepções e memória distintas.
Na física quântica contemporânea, há interpretações que defendem os conceitos de potência e ato para o entendimento de fenômenos do vácuo quântico e as probabilidades do colapso da função de onda. O físico Wolfgang Smith propunha-os no entendimento da sobreposição quântica. David Bohm também os utiliza na sua descrição de ordem implícita e ordem explícita. No texto de 1958 Physics and Philosophy, Werner Heisenberg afirma:
Nos experimentos sobre eventos atômicos, temos que lidar com coisas e fatos, com fenômenos tão reais quanto qualquer fenômeno da vida cotidiana. Mas os átomos e as próprias partículas elementares não são tão reais; elas formam um mundo de potencialidades ou possibilidades, em vez de uma coisa ou fato ... A onda de probabilidade ... significa tendência para alguma coisa. É uma versão quantitativa do antigo conceito de potentia da filosofia de Aristóteles. Introduz algo no meio entre a ideia de um evento e o evento atual, um tipo estranho de realidade física bem no meio entre possibilidade e realidade.

### Entelecheia na filosofia e biologia modernas
Como discutido acima, termos derivados de dunamis e energeia tornaram-se partes do vocabulário científico moderno com um significado muito diferente do de Aristóteles. Os significados originais não são usados pelos filósofos modernos, a menos que estejam comentando sobre a filosofia clássica ou medieval. Em contraste, entelecheia, na forma de "enteléquia", é uma palavra usada muito menos em sentidos técnicos nos últimos tempos.
Como mencionado acima, o conceito ocupava uma posição central na metafísica de Leibniz e está intimamente relacionado à sua mônada, no sentido de que cada entidade senciente contém nele seu próprio universo inteiro. Mas o uso desse conceito por Leibniz influenciou mais do que apenas o desenvolvimento do vocabulário da física moderna. Leibniz também foi uma das principais inspirações para o importante movimento na filosofia conhecido como idealismo alemão, e dentro desse movimento e das escolas influenciadas por essa enteléquia podem denotar uma força que impulsiona a autorrealização.
No vitalismo biológico de Hans Driesch, os seres vivos se desenvolvem pela enteléquia, um campo comum de propósito e organização. Os principais vitalistas como Driesch argumentaram que muitos dos problemas básicos da biologia não podem ser resolvidos por uma filosofia em que o organismo é simplesmente considerado uma máquina. O vitalismo e seus conceitos como enteléquia foram descartados como sem valor para a prática científica pela esmagadora maioria dos biólogos profissionais.
No entanto, na filosofia, aspectos e aplicações do conceito de enteléquia foram explorados por filósofos cientificamente interessados e por cientistas filosoficamente inclinados. Um exemplo foi o crítico e filósofo americano Kenneth Burke (1897-1993), cujo conceito de "tela terminística" ilustra seu pensamento sobre o assunto. O mais proeminente foi talvez o físico quântico alemão Werner Heisenberg. Ele olhou para as noções de potência e ato para entender melhor a relação da teoria quântica com o mundo.
O professor Denis Noble argumenta que, assim como a causa teleológica é necessária para as ciências sociais, uma causa teleológica específica na biologia, expressando um propósito funcional, deve ser restaurada e que ela já está implícita no neodarwinismo (por exemplo, "gene egoísta"). A análise teleológica se mostra parcimoniosa quando o nível de análise é apropriado à complexidade do 'nível' exigido de explicação (por exemplo, corpo ou órgão inteiro, e não o mecanismo celular).

### Na psicologia
A atividade dos processos psíquicos e os fenômenos da mente que surgem foram tratados ao longo da psicologia como potenciais e atos. No budismo, a consciência é vista como campo de pura potência para a emergência dos agregados, influenciada por condicionamentos, o que é definido em conceitos como shunyata e tathagata. Na filosofia grega, as aparências e sensações mentais já eram consideradas por Platão como oriundas de um elemento da alma passivo para perceber, análise que foi seguida por Aristóteles quando este considerou que a psique possui um intelecto ativo que ilumina as manifestações sensórias, o que foi discutido na Idade Média por exemplo entre os árabes, como Avicena. Na filosofia ocidental, a psicologia assumiu o conceito do Inconsciente desde o idealismo alemão, como visto em Hegel, Schelling e Schopenhauer. Schelling afirmou: "A Vontade em si é potência; a volição, ato". Eduard von Hartmann sintetiza esses conceitos em Filosofia do Inconsciente (1869), onde postula a potência como descrição da vontade e inconsciente: "A vontade do indivíduo é primariamente potência, uma força latente, e sua passagem para a manifestação da energia, para uma volição definida, requer como razão suficiente um motivo que sempre possui a forma de uma representação mental." Ele também reflete o conceito platônico de Ideia:
"A Ideia atualizada em todos os momentos do processo mundial é aquela que engloba em si todas as ideias separadas a serem realizadas simultaneamente como elementos integrais."
Leibniz anteriormente já havia postulado sobre pequenas percepções que formariam o inconsciente e sobre as ideias inatas, as quais, segundo ele, seriam "virtualidades" germinais:
"Se a alma fosse como tábulas vazias, as verdades estariam em nós como a figura de Hércules está em um bloco de mármore, quando o bloco de mármore é indiferentemente capaz de receber esta figura ou qualquer outra. Mas se houvesse na pedra veios que devessem marcar a figura de Hércules em vez de outras figuras, a pedra seria mais determinada em direção a esta figura, e Hércules seria de alguma forma, por assim dizer, inato nela, embora fosse necessário trabalho para descobrir os veios e limpá-los em se polindo, e assim remover o que os impede de serem vistos plenamente. É assim que as ideias e verdades são inatas em nós, como inclinações naturais, disposições, hábitos ou potencialidades, e não como atualidades, embora essas potências sejam sempre acompanhadas por algumas atualidades, muitas vezes imperceptíveis, que lhes correspondem."

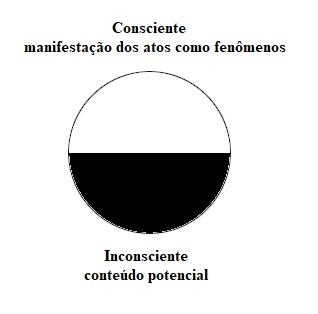
Representação esquemática de uma visualização do consciente e inconsciente

Um dos primeiros reconhecidos na psicologia por atrelar o aspecto psíquico do inconsciente à vida mental e biológica é Carl Gustav Carus, que em 1846 publicou sua obra Psyche, na qual explica, utilizando as noções aristotélicas e platônicas, que a mente e a personalidade possuem potência em desenvolvimento, individualmente e ao longo da cadeia de todos os seres vivos:
"Se alguém tenta penetrar cuidadosa e profundamente na origem da vida de nossas almas, inevitavelmente é trazido de volta ao ponto fundamental de que, no estado embrionário, a alma reina inconscientemente. Todas as disposições mentais superiores estão potencialmente presentes, e a estrutura dos nervos e do cérebro se desdobra nesse estado inconsciente."
"A mesma ideia ganha vida continuamente em novo éter. Toda ideia vive em metamorfoses continuamente novas, em substâncias sempre novas e diferentes. Assim, vemos uma constante reunião e separação dos elementos, ora mais lenta, ora mais rápida, agora imperceptível. agora em massa, nunca estagnada, nunca absolutamente inerte, nunca uma união completamente constante dos mesmos potenciais, e nesse processo reside, para simplificar, o mundo em constante mudança."
Na fenomenologia, Franz Brentano retoma o conceito aristotélico e identifica os fenômenos psíquicos como atos mentais: a apresentação de objetos nas percepções é vista como atualizações de potencialidades mentais, através de receptividade ou intencionalidade. Ele foi seguido posteriormente nessa interpretação por seu aluno Edmund Husserl, seguido de sua discípula Edith Stein, que escreveu em 1931 o estudo Potência e Ato.
Sigmund Freud chamou o conteúdo que pode ser potencialmente recordado pelo consciente na memória de pré-consciente, e em seus modelos para os estratos do inconsciente, como o id, ego e superego, considera que uns conteúdos da mente são mais e outros menos acessíveis, o que Laplanche e Leclaire definem comparando com o conceito de consciente de Hegel: "uma estrutura organizada de apreensão que implica e inclui uma pluralidade de momentos, um discurso coerente inteiro que nunca é atualizado em sua totalidade".
 

Retomando os conceitos de vontade e inconsciente do idealismo alemão, Carl Gustav Jung descreve a potência de vontade e energia psíquica em termos de potencial e ação: 
sempre experimentada especificamente como movimento e força quando atual, e como um estado ou condição quando potencial. A energia psíquica aparece, quando atual, nos fenômenos específicos e dinâmicos da psique, tais como instinto, desejo, vontade, afeto, atenção, capacidade de trabalho ... quando potencial, a energia se mostra em realizações, possibilidades, aptidões, atitudes específicas etc., que são seus vários estados.
Também dentre outros termos seus, Jung conceitua unus mundus como "mundo potencial fora do tempo", e a psique e inconsciente coletivo como um absoluto potencial e atual; o conceito de desenvolvimento humano em termos de potencialidade e atualidade está implícito no processo de individuação, que descrito por Jung: "implica tornar-se o próprio self. Poderíamos, portanto, traduzir individuação como 'vir a ser a si mesmo' ou "autorrealização". Presente na psicologia humanista posterior, a autoatualização é adotada também por Abraham Maslow e Erich Fromm, cujo objetivo este último afirma ser: "Superar as limitações de um ego egoísta, alcançar amor, objetividade e humildade, e respeitar a vida, para que o objetivo da vida seja o viver em si, e o homem se torne o que potencialmente é".

### Traduções antigas de Aristóteles
- Aristotle (2009). «The Internet Classics Archive - Aristotle On the Soul, J.A. Smith translator». MIT
- Aristotle (2009). «The Internet Classics Archive - Aristotle Categories, E.M. Edghill translator». MIT
- Aristotle (2009). «The Internet Classics Archive - Aristotle Physics, R.P. Hardie & Gaye, R.K. translators». MIT
- Aristotle (1908). Metaphysica translated by W.D. Ross. Col: The Works of Aristotle. VIII. Oxford: Clarendon Press
- Aristotle (1989). «Metaphysics, Hugh Tredennick trans.». Aristotle in 23 Volumes. 17, 18. Cambridge: Harvard University Press; (London: William Heinemann Ltd.) Essa tradução de 1933 está reproduzida online no Perseus Project.